# Cissusa
Cissusa is een geslacht van vlinders van de familie spinneruilen (Erebidae), uit de onderfamilie Calpinae.

## Soorten
- C. inconspicua Schaus, 1894
- C. mucronata Grote, 1883
- C. spadix Stoll, 1780